# 다카사키번
다카사키 번(일본어: 高崎藩 타카사키한[*])은 고즈케국 군마군(지금의 군마현 다카사키시) 주변을 영유한 번이다. 번청은 다카사키성에 위치해있다.

## 역대 번주
이이가
후다이 12만석
1. 이이 나오마사(直政)

사카이가
후다이 5만석
1. 사카이 이에쓰구(家次)

도다 마쓰다이라가
후다이 2만석
1. 마쓰다이라 야스나가(康長)

후지이 마쓰다이라가
후다이 5만석
1. 마쓰다이라 노부요시(信吉)

안도가
후다이 5만 6천석
1. 안도 시게노부(重信)
2. 안도 시게나가(重長)
3. 안도 시게히로(重博)

오코치 마쓰다이라가
후다이 5만 2천석 → 6만 2천석 → 7만 2천석
1. 마쓰다이라 데루사다(輝貞)

마나베가
후다이 5만석
1. 미나베 아키후사(詮房)

오코치 마쓰다이라가 (재봉)
후다이 7만 2천석 → 8만 2천석
1. 데루사다(輝貞)
2. 마쓰다이라 데루노리(輝規)
3. 마쓰다이라 데루타카(輝高) 7만 2천석 → 8만 2천석
4. 마쓰다이라 데루야스(輝和)
5. 마쓰다이라 데루노부(輝延)
6. 마쓰다이라 데루요시(輝承)
7. 마쓰다이라 데루아키라(輝徳)
8. 마쓰다이라 데루미치(輝充)
9. 마쓰다이라 데루토시(輝聴)
10. 오코치 데루나(輝聲)